# خيط سني
الخيط السِنِّيّ أو الخَيْط الأسنانيّ (بالإنجليزية: dental floss)‏ أو النِّصاح هو خيط يستخدم لإزالة بقايا الطعام واللويحات السنية الموجودة بين الأسنان، وذلك في المناطق التي يصعب على فرشاة الأسنان الوصول إليها. استخدام الخيط السني يحد من تطور الظروف الملائمة لتكون الأمراض، لأن اللويحات السنية تكثر في الحيز التلاصقي ما بين الأسنان، وهي سبب أولي لحدوث أمراض الفم، مثل التهاب اللثة وتسوس الأسنان.
على الرغم من وجود عدد من الأدوات التي تعمل على التنظيف ما بين الاسنان، الا أن خيوط الاسنان تلقى أكبر قدر من الاهتمام، مع انها أيضا قد تشكل صعوبة للبعض لانها تحتاج إلى درجة عالية من الإتقان وذلك قد يؤدي إلى انخفاض نسبة الالتزام بها.
وقد قبل بشكل واسع أنّ استخدام الخيط له أثر إيجابي على إزالة اللويحات ما بين الاسنان، بالإضافة إلى الوقاية من الأمراض.
وقد اكدت جمعية أطباء الأسنان الأمريكية ان 80% من هذه اللويحات يمكن القضاء عليها باستخدام هذه الطريقة. ومع ذلك فشلت الكثير من الابحاث والمراجعات في العثور على أي فائدة واضحة لاستخدام فرشاة الاسنان وحدها.

## التاريخ

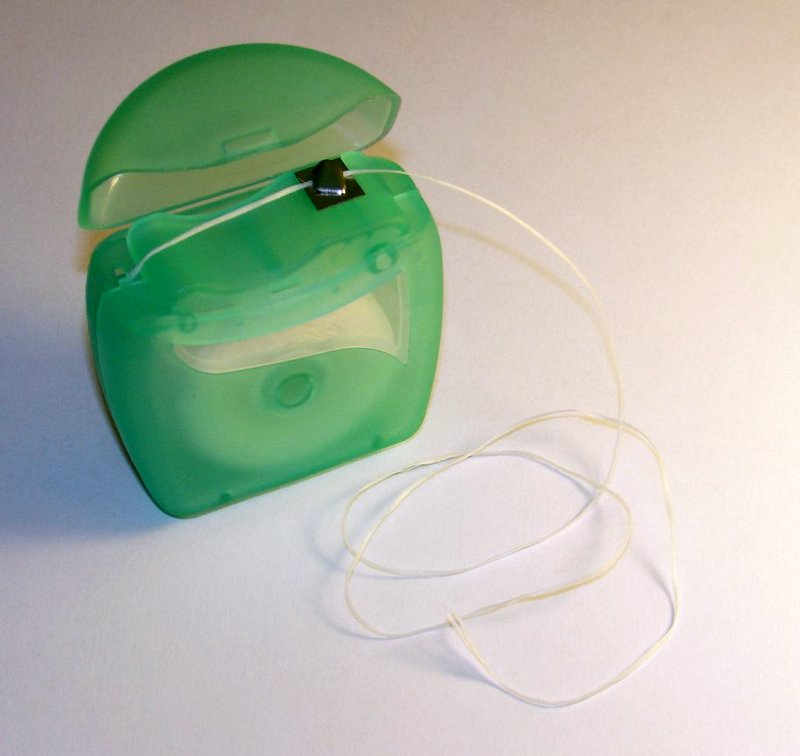
خيط الأسنان

ويعود الفضل إلى (ليفي سبير بارملي)، وهو طبيب اسنان من (أورليان الجديدة)في اكتشاف النموذج الأول من خيط الاسنان.
وكان ذلك في عام 1819 حيث اوصى باستخدام خيط مشمع من الحرير بين التجاويف الموجودة بين الاسنان، وذلك بين الأعناق والأقواس الخاصة باللثة، وبالتالي نكون قمنا بطرد المواد المزعجة بين الاسنان التي لم تستطع فرشاة الاسنان ازالتها، والتي هي المسبب الحقيقي للمرض. بالإضافة إلى أنه اعتبر أنه جزء مهم للعناية بالفم.
كان الخيط غيرمتوفر تجاريا حتى عام 1882، وذلك عندما بدات شركتي (كودامن وشيرتليف) بتصنيع خيط الاسنان من الحرير غير المشمع.
وفي عام1898 تلقى جونسون وشركته براءة الاختراع لخيط تنظيف الاسنان والذي تم صنعه من نفس المادة التي يستخدمها الاطباء للغرز الحريرية.
ومن أوائل الوصف لاستخدام خيط الاسنان في الخيال الادبي، موجود في الرواية المشهورة «لجايمس جويس» وهي رواية «اوليسيس» (تسلسل 1918–1920). ولكن تبني فكرة الخيط كانت قليلة قبل الحرب العالمية الثانية.ذلك وقام الفيزيائي «تشارلز.سي.باس» بتطوير خيط الاسنان من النيلون خلال الحرب العالمية الثانية. وقد تبين فيما بعد أن خيط الأسنان النايلون أفضل من خيط الحرير لأنه أكثر مقاومة للتآكل، ولأنه يمكن أن ينتج بأطول كبيرة وبأحجام مختلفة.

## الاستخدام

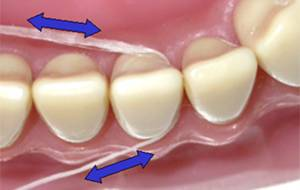
صورة توضح كيفية استخدام خيط الاسنان لإزالة اللويحات من بين الأسنان

ومن الموصى به أن يكون استخدام خيط الأسنان قبل استخدام فرشاة الأسنان، وذلك للسماح لمادة الفلورايد بالوصول بين الأسنان.
يتم تزويد خيط الأسنان عادة بموزعات بلاستيكية والتي تحتوي عل 10-100 متر من الخيط. وعند سحب حوالي 40 سم من الخيط، يتم سحبها ضد شفرة صغيرة محمية في موزع القطعة.
بعد ذلك يثبت الخيط بشكل شديد على أداة تشبه الشوكة، أو يعقد بين الأصابع مع حوالي 1-2 سم من الخيط بين كلا الاصبعين. ومن ثم يوجه خيط الاسنان بين كل سن، ثم يتم بلطف عمل انحناءة بهذا الخيط بعكس جانب الأسنان على شكل حرف C وتحت خط اللثة. وبذلك يت إزالة جزيئات الطعام العالقة بين الأسنان واللويحة السنية التي تلتصق على أسطح الأسنان وعادة ما تكرر هذه العملية على الأسنان المجاورة واللاحقة.
مع الطريقة الصحيحة ويعتبر استعمال الخيط للتنظيف وسيلة فعالة جدالإزالة اللويحة الموجودة بين الاسنان وتلك الموجودة تحت خط اللثة.
وينصح باستخدام الخيط مرة واحدة على الأقل يوميا.

## أنواع خيوط الأسنان
يوجد مجموعة متنوعة من خيوط الأسنان المتاحة عموما. ويتوفر الخيط بأشكال عديدة بما في ذلك المشع وغير المشمع، أو ذو خيط احادي ومتعدد الخيوط. يعتبر خيط الاسنان المصنوع من خيط احادي مطلي سهل الانزلاق بين الاسنان، لا يهترأ، بالإضافة إلى أنه أعلى تكلفة من نظيراتها غير المصقولة.
وبالمقابل له ميزة تخلتف عن الخيط ذا الخيوط المتعددة والذي قد يحدث فصل في اليافه عند استخدامها.
المتغير الأكثر أهمية عند اختيار خيط تنظيف الأسنان هو سمك الخيط. ويتوفر الخيط المشمع وغير المشمع بأعراض مختلفة. وقد أظهرت الدراسات أنه لا يوجد فرق في فعالية خيط تنظيف الأسنان المشمع عن نظيره غير المشمع، ولكن بعض أنواع خيط تنظيف الأسنان المشمع يقال بأنها تحتوي على عوامل مضادة للجراثيم و / أو فلوريد الصوديوم.
كما ذكر سابقا، لا يوجد خيط يتفوق على خيط الآخر، وتعتبرعوامل مثل؛ حجم الفراغات بين الأسنان وخيار المريض أمور يجب مراعاتها عند البت في نوع الخيط الأكثر ملاءمة للفرد.
كما ويوجد نوع آخر من أنواع خيوط الاسنان يختلف عن خيط الاسنان التقليدي؛ وذلك لأنه ذو تصميم أوسع وأطرى، ويوصى بمثل هذا النوع للأفراد الذين لديهم مساحة سطح أكبر للتنظيف.
إن قدرة أنواع مختلفة من خيوط تنظيف الأسنان على إزالة اللويحات السنية الموجودة بين الأسنان لا تختلف كثيرا في ما بينها، وهذا يعني أن أرخص أنواع خيوط الأسنان له تأثير مماثل على نظافة الفم تعادل ثأثير الخيط الأكثر تكلفة.
العوامل التي يجب مراعاتها عند اختيار الخيط الصحيح، أو ما إذا كان الخيط هو الوسيلة المناسبة للتنظيف ما بين الأسنان، قد يستند إلى ما يلي:

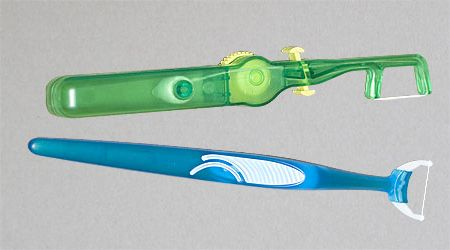
أعواد الأسنان ذوات الشكل (F) و(Y)

- ضيق منطقة التلاقي ما بين الأسنان والتي تحدد عرض الخيط المستخدم.
- محيط الشكل الخارجي للثة.
- خشونة الأسطح الموجودة في الفرجة ما بين الاسنان.
- المهارة اليدوية للزبون وخياره تحدد ما إذا كان بحاجة إلى جهاز إضافي لمساعدته أو لا.

تم صنع عصا بلاستيكية متخصصة أو ما يسمى حامل الخيط، وذلك لحمل خيط الأسنان، وقد تكون متصلة أو منفصلة عن موزع الخيط. إن استخدام مثل هذه الحاملات والعصي الخاصة بالخيط لا تؤدي إلى قرص الأصابع كما تفعل الخيوط الاعتيادية ولكنها قد تكون خطرة احيانا وقد تسبب بعض المشاكل عند تنظيف جميع الأسطح الممكنة والتي قد تتم بسهولة باستخدام الخيط العادي بدون القضيب.
كما وأنها قد تشكل خطر في عدم تنظيفها للمناطق الموجود تحت خط اللثة.ولكن من ناحية أخرى، فإن الوصول المعزز للعصا يمكن أن يجعل تنظيفالأسنان الخلفية أسهل.
إن خيط الاسنان يعتبر وسيلة التنظيف الموصى بها للأشخاص أصحاب محيط خارجي طبيعي للثة، حيث أن المسافات ما بين الأسنان ضيقة وصغيرة.
إن مصطلح (الفُرْجَة بَينَ الأَسْنانِ المُتَجاوِرَة) في طب الأسنان يصف حجم المساحة مثلثة الشكل الموجودة مباشرة تحت نقطة الاتصال بين سنيين، لذا فإنها مهمة في اختيار وسيلة التنظيف المناسبة ما بين الأسنان.
يوجد ثلاثة أنواع أو درجات من فرج التلاصق بين الأسنان وهي ما يلي:

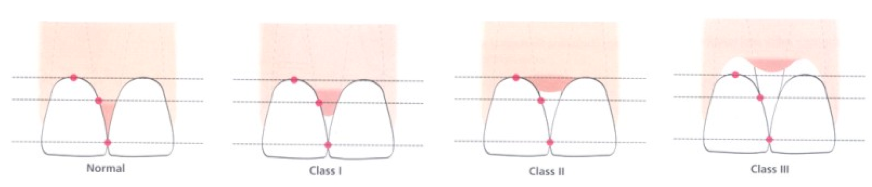
تصنيف مقدار اللثة التي تملأ الفراغات التي بين الأسنان

- النوع الأول وفيها تملأ اللثة فرجة التلاصق ما بين الأسنان كليا.
- النوع الثاني وفيهاتملأاللثة فرجة التلاصقمابينالأسنان جزئيا.
- النوع الثالث وفيها لا تملأ اللثة أي فرجة تلاصق.

يصف الجدول التالي أنواع من منتجات الرعاية الذاتية غير المزودة بالطاقة للمناطق الموجودة بين الأسنان.
| منتجات العناية الذاتية بين الأسنان ولا تحتاج إلى طاقة | الوصف | دواعي الاستعمال | موانع الاستعداد والقيود                    | المشاكل التي يمكن مواجتهها نتيجة الاستخدام الخاطئ للمنتج | عدد المرات التي يمكن استخدامها / مدة الاستخدام                     |
| ----------------------------------------------------- | --- | --- | ------------------------------------------ | --- | ------------------------------------------------------------------ |
| خيط الأسنان المشمع                                    | خيط تقليدي، مشمع بالنيلون أحادي الخيط ويتوفر ايضا مغطى بطبقة من تترافلورو إيثيلين، لا يهترئ.                                                  | النوع الأول من انواع الفرج بين الأسنان، وينظف بين اللثة والأسنان. | النوع الثاني والثالث من الفرج بين الأسنان. | انقطاع الخيط، شقوق في الخيط، انقطاع الدورة الدموية في الأصابع نتيجة التفاف الخيط عليها بقوة، عدم القدرة على الوصول إلى الأسنان الخلفية بسبب مشاكل المهارة اليدوية في الاستخدام | الاستخدام يتم مرة واحدة ومن ثم التخلص منها                         |
| خيط الاسنان غير المشمع                                | خيط أسنان تقليدي، غير مشمع ومتعدد الخيوط | النوع الأول من أنواع الفرج بين الأسنان، وينظف بين اللثة والأسنان | النوع الثاني والثالث من الفرج بين الأسنان. | مثل الخيط المشمع. | الاستخدام يتم مرة واحدة ومن ثم التخلص منها.                        |
| شريط الأسنان                                          | خيط أسنان مشمع وذو تصميم أوسع ومسطح أكثر من الخيوط التقليدية.                                                                                 | النوع الأول من انواع الفرج بين الأسنان، وينظف بين اللثة والأسنان في المناطق التي تحتوي على سطح أكبر من الأسنان للتنظيف. | النوع الثاني والثالث من الفرج بين الأسنان  | مثل الخيط المشمع | الاستخدام يتم مرة واحدة ومن ثم التخلص منها.                        |
| المنعقد/خيط تنظيف الأسنان المجدول/الخيط الممتاز       | خيط منتظم القطر، تشبه الغزل التكون من حزمة من الشعيرات الواسعة ورأس المنتج يشبه الإبرة.                                                       | النوع الثاني والثالث من الفرج بين الأسنان، وتحت الأسنان الاصطناعية الخاصة بأطقم الأسنان الجزئية الثابتة | النوع الأول من أنواع الفرج بين الأسنان     | جرح ناتج عن ادخال الابرة في الأنسجة، وقد يمسك الجزء المغزلي من الخيط، أو الألياف بأجهزة الأسنان أو قد يعطل العمل بالأسنان (والتي قد تسببت تيهج أو مشكلة في اللثة).             | الاستخدام يتم مرة واحدة ومن ثم التخلص منها                         |
| حامل الخيط                                            | تتعامل مع الشوك من نوع YوF. | النوع الأول من أنواع الفرج بين الأسنان. ينصح به للأفراد الذين يفتقرون إلى البراعة اليدوية، أو الذين يعانون من صعوبات جسدية، بالإضافة إلى الأشخاص يعانون من التقيأ نتيجة الانعكاس البلعومي. قد يساعد ايضا الأشخاص مقدمي الرعاية. | النوع الثاني والثالث من الفرج بين الأسنان  | غيرقادرعلى الحفاظ على شدة الخيط ضد الأسنان، وقد يلتف بشكل كامل حول جهة الأسنان. يجب وضع نقطة ارتكاز أو سِنادَة إِصْبَعِيَّة (مثلا لخد والذقن) لتجنب إيذاء اللثة أو قطع الخيط           | يمكن استخدامه عدة مرات، ومع ذلك الخيط يمكن أن يتغير بعد كل استعمال |
| موزع الخيط                                            | حلقة من النايلون مصممة لتشبه الإبرة مع فتحة كبيرة لإدخال الخيط. يتم وضع رأس الإبرة وسحبه بين الفراغ الموجود ما بين سنيين لتنظيف جوانب الأسنان | النوع الأول من أنواع الفرج ما بين الأسنان، وفي الاماكن التاية: بداية يستخدم في في المناطق الضيقة بين الأسنان، أو عندما يستخدم الخيط أسفل أو بين الأسنان الاصطناعية والدعامات الخاصة بالجزء الاصطناعي الثابت من الأسنان (مثلا لجسورالثابتة أو زراعة الأسنان)، وأيضا يستخدم تحت أجهزة تقويم الأسنان مثلا لأسلاك والشريط اللساني الخاص بالجهاز أو تحت الأشرطة الخاصة بالزراعة | النوع الثاني والثالث من الفرج بين الأسنان  | قد يؤدي إلى جرح في اللثة نتيجة استخدامه في الأنسجة | يمكن استخدامه عدة مرات، ومع ذلك الخيط يمكن أن يتغير بعد كل استعمال |

يصف الجدول التالي أنواع مختلفة من منتجات العناية الذاتية بين الأسنان والتي تعمل بالطاقة.
| منتجات العناية الذاتية بين الأسنان والتي تعمل بالطاقة | الوصف                                               | دَوَاعِي الاسْتِعْمال | موانع الاستعداد والقيود والمشاكل التي يمكن مواجتهها نتيجةالاستخدام الخاطئ للمنتج                          | المشاكل التي يمكن مواجتهها نتيجة الاستخدام الخاطئ للمنتج                                                            |
| ----------------------------------------------------- | --------------------------------------------------- | --- | --- | --- |

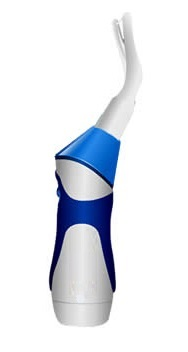
خيط الأسنان الذي يعمل بالطاقة

| خيوط الأسنان التي تعمل بالطاقة                        | نوع مقوس الطرف ونوع ذا خيط أحادي له طرف من النايلون | النوع الأول من أنواع الفرج ما بين الأسنان. وستخد من قبل الأشخاص الذين يعانون من صعوبات جسدية، أو الذين لا يتقنون استخدام الخيط التقليدي، بالإضافة إلى اختلاف الامتيازات الشخصية. | النوع الثاني والثالث من أنواع الفرج ما بين الأسنان. بالإضافة إلى الأسنان المزدحمة أو التي لها فراغات ضيقة | قد يحدث قطع في الخيط أو شقوق في تصميم حامل الخيط. و غير قادر على الحفاظ على شدة الخيط أو لف الخيط حول السن بالكامل. |

## فوائد الخيط
وذكرت جمعية طب الأسنان الأمريكية أن استخدام الخيط بالإضافة إلى فرشاة الأسنان يمكن أن يساعد في منع أمراض اللثة، ومنع رائحة الفم الكريهة. كما وخلصت مراجعة 2012 للتجارب أن استخدام الخيط بالإضافة إلى خيط الأسنان يؤدي إلى التقليل من التهاب اللثة مقارنة باستخدام الفرشاة وحدها.
في هذه المراجعة وجد الباحثون من12 دراسة أن استخدام الخيط بالإضافة إلى خيط الأسنان يؤدي إلى التقليل من التهاب اللثة مقارنة باستخدام الفرشاة وحدها، ولكنهم اكتشفوا بشكل ضعيف وغير موثوق من 10 دراسات فقط أن استخدام الخيط والفرشاة قد يؤدي إلى التقليل من اللويحات السنية
في مدة من 1 إلى 3 أشهر."
وخلص استعراض من هجيل11 دراسة عام 2008 أن الخيط لم يكن أكثر فعالية من استخدام فرشاة الأسنان وحدها في الحد من تراكم اللويحة السنية أو التهاب اللثة.
خلص المؤلفون إلى أن"يجب أن يحدد أخصائي طب الأسنان، على أساس فردي بالطبع سواء اكان استخدام الخيط ذو الجودة العالية هو هدف يمكن تحقيقه". " ويذكر الاستعراض أيضا أن " التعليمات الروتينية لاستخدام خيط الأسنان للاشخاص الذين يعانون من التهاب اللثة كعلاج مساعد لهم غير مدعم بأدلة علمية ".
وقد وجدت دراسات بين طلاب طب الأسنان؛ أنه لا يوجد فائدة لاستخدام الخيط. وأفادت نصيحة بأن استخدام خيط الأسنان بمهارة للأطفال يقلل من خطر تسوس الأسنان ولكن استخدامهم الذاتي له لا ينفع.

### الاستخدام غير الصحيح
على الرغم من أن الخيط يستخدم لتوزيع طبقة البكتيريا السنية بين الأسنان وبالتالي منع حدوث أمراض اللثة مثل (التهاب اللثة والْتِهاب دَوَاعِم السِّنّ)؛ الا أن كل ذلك يعتمد امتياز الشخص، طريقته والتحفيز الذي يجعله يستخدم الخيط كل يوم.
يعتبرالخيط وسيلة أكثرصعوبة للتنظيف بين الأسنان من استخدام الفرشاة الخاصة بالمناطق ما بين الأسنان. كما ويفضل بعض الأشخاص فرشاة ما بين الأسنان لأنها تحتاج إلى يد واحدة وتحافظ على الوقت.
وقد يحدث تلم في حافة اللثة يسمى بالشق الناتج عن الخيط، والذي قد ينتج عن الاستخدام الخاطئ والمتكرر للخيط على طول الأسطح القريبة والبعيدة للأسنان.
بالإضافة إلى أن استخدام الخيط مباشرة بعد وضع حشوة الزئبق قد يؤدي إلى تلون هذه الحشوة باللون الأسود أو الأزرق.

### استخدام الخيط لحالات تقويم الأسنان
ومن المعترف به في عالم طب الأسنان أن أجهزة تقويم الأسنان مثل الأقواس والأسلاك والأربطة، لها مساحة سطح كبيرة؛ وبالتالي تعمل على تجميع كميات كبيرة من اللويحات السنية مع تغيرات خبيثة في تكوين البكتيريا، وذلك في النهاية يؤدي إلى تدني صحة دواعم الأسنان ومن مظاهرها انحسار اللثة، النزف عند الجسّ، بالإضافة إلى احتباس اللويحات السنية بين الأسنان.
وعلاوة على ذلك، فان الأجهزة الثابتة تجعل السيطرة على اللويحات السنية أكثر صعوبة، وتقيد العمل التنظيفي الطبيعي لللسان والشفتين، والخدود للعمل على إزالة المواد الغذائية وبقايا البكتيريا من على أسطح الأسنان، وأيضا يخلق مجالا تجديدة لركود اللويحات وبالتالي يحفز تكون مستعمرات من البكتريا الممرضة.
كما ويذكر بانه هنالك توافق عام بين الأوساط الأكاديمية لطب الأسنان على أن الأشخاص أصحاب التقويم يمكن أن يتحكموا بمستوى اللويحات السنية عندهم؛ في حال كانوا يستخدمون فرشاة الأسنان بطريقة صادقة، بالإضافة إلى استخدامهم لوسائل التنظيف ما بين الأسنان للأسطح القريبة، ومن أهم هذه الأدوات هي خيط الأسنان وهي ما ينصح به أخصائيو الأسنان.
إن استخدام فرشاة الأسنان وحدها كأداة للتنظيف في حال وجود أجهزة تربط بين الأسنان غير فعال على الإطلاق، وقد أثبتت الدراسات السريرية أن استخدام خيط تنظيف الأسنان بشكل صحيح، يؤدي إلى تحسن كبير في صحة اللثة.
ومن الواضح بأن مرضى تقويم الأسنان الذين يستخدمون الخيط، يتمتعون بلثة أكثر صحة وأقل لويحات سنية من اولئك الذين لا يستخدمون الخيط، ولكن استخدام الخيط قد يكون صعب أحيانا، ومستنزف للوقت والذي قد يمنع الكثير من المرضى من استخدامه كوسيلة تنظيف يومية لمنع أمراض الأسنان.

## موزع الخيط

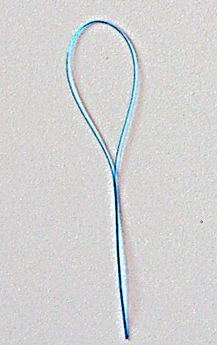
موزع الخيط

هذه الأداة هي عبارة عن حلقة من الألياف مصنوعة بشكل يساعد على التعامل معها. يشبه هذا النوع الخيط المستخدم في صيد السمك، ويستخدم لتوزيع الخيط في المناطق الصعبة والصغيرة بين الأسنان. ينصح باستخدامه في حالات تقويم الأسنان، والحاملات الثابتة والجسور.

## أعواد خيط الأسنان

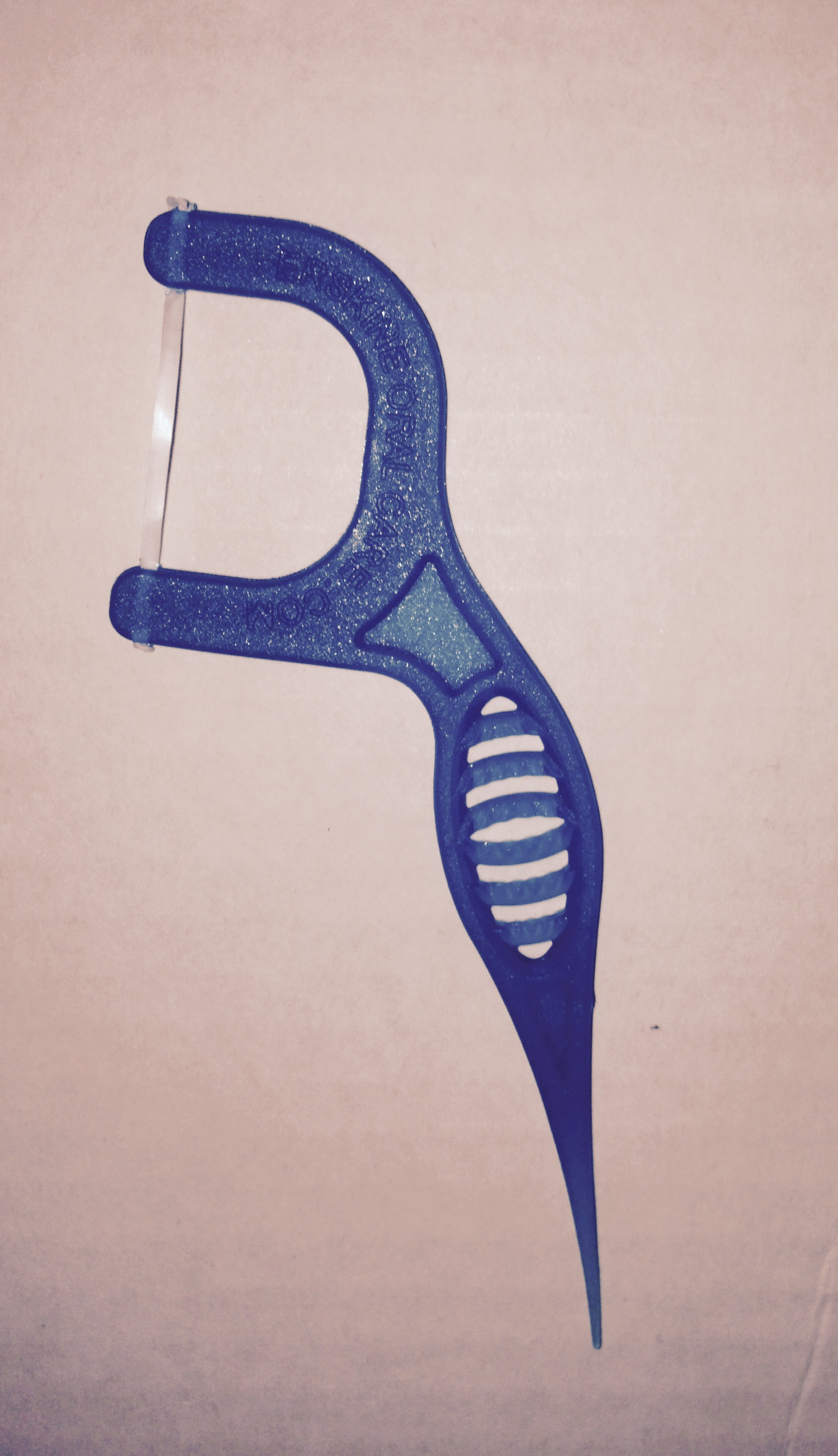
حامل خيط ذو الشكل (F)

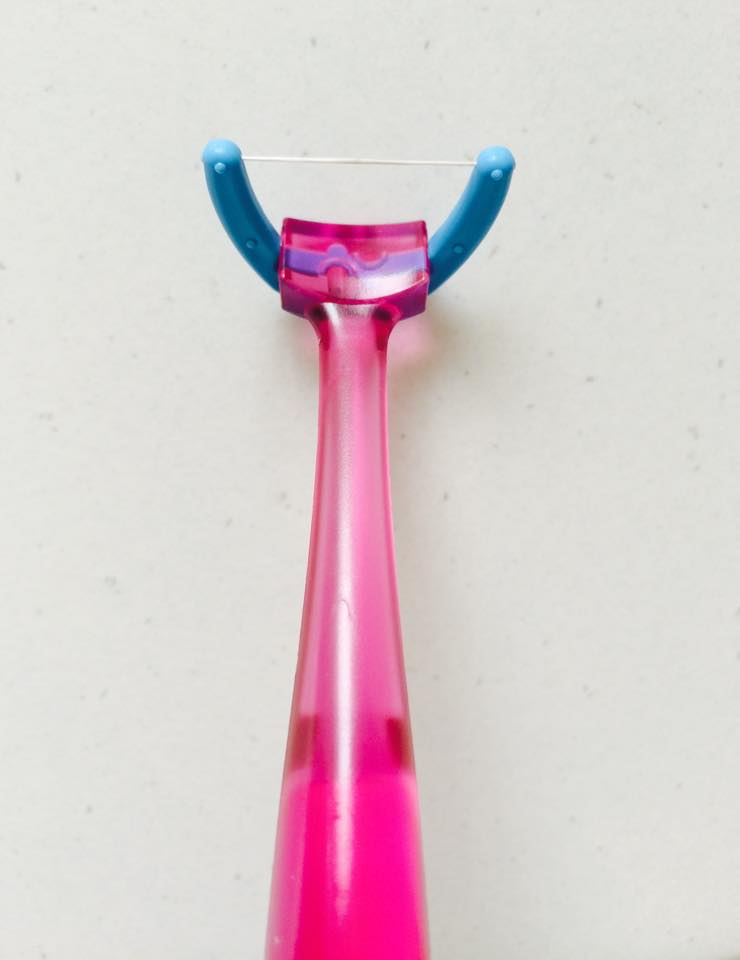
حامل خيط ذو الشكل (Y)

الخيط هو الوسيلة المتاحة عامة لحفظ صحة الفم مكون من البلاستيك والخيط السني. هذه الأداة مكونة من جزئين بارزين مدببين ممتدين من جسم بلاستيك ينحي فمن مادة البوليسترين عالية التأثير. القطعة المفردة من الخيط تتحرك بين الجزئين البارزين. الجسم من الخيط عامة يضيق عند النهاية بشكل نكاشة الأسنان. وهناك نوعين من أعواد خيط الأسنان الزاويَة في الصناعة المهتمة بالفم، شكلا ل"Y "الزَاوي وشكل ال"F"الزَاوي من أعواد خيط الأسنان. عند قاعدة القوسي بدأت فرع ال"Y"وعندها يوجد مقبض للمسك بإحكام وللمناورة قبل أن يتلاشى عود الأسنان.
أعواد خيط الأسنان مصنوعة بأشكال، ألوان وأحجام متنوعة للبالغين وللأطفال. خيط الأسنان ممكن أن يغطى بالفلورايد، أو بالنكهات أوبالشمع.

### تاريخ أعود خيط الأسنان
قام ب.دماسونفي سنة 1888 بتغليف عود اسنان بمادة ليفية، واطلق عليها اسم «تركيبة أعواد الاسنان».
و اخترع ج.بديلو في عام 1916 حاملة اعواد اسنان بين قطبين عاموديين.
في عام 1935 باختراع ما يسميه المستخدم يناليوم جهازالاسنان (Y) الشكل ذا الزاوية.
قام جايمسب. كيربيفيعام1963 باختراع اداة لتنظيف الاسنان تشبه الإصدار القديم لعود خيط الاسنان (F) الشكل.
و في عام 1972 قام المخترع (ريتشاردلويلز)بايجاد طريقة لوصل خيط الاسنان بنهاية عود أسنان.
و في نفس السنة جاء مخترع اخر اسمه (هاريسيليجكاتز)بطريقة لعمل خيط اسنان يكون له عود مثبت به ويستخدم مرة واحدة.
في نهاية عام 1980 أصبح عود الاسنان يسوق بإصدارات متعددة وبكميات كبيرة.

## وصلات خارجية
- فرشاة أسنان
- منظف اللسان
- عود تخليل أسنان
- كلورهيكسيدين
- غسول الفم
- زيليتول
- تنظيف الأسنان
- صحة الفم

## الملاحظات
1. ↑  وهو خيط سني مصنوع من الحرير[1]